# ويليام إدغار كوهن
ويليام إدغار كوهن (بالإنجليزية: William Edgar Cohen) هو عالم أمريكي، ولد في 2 نوفمبر 1941 في واشنطن العاصمة في الولايات المتحدة، وتوفي في 20 مايو 2014 في ميدفورد في الولايات المتحدة.